# Lemma del tubo
In matematica, in particolare in topologia, il lemma del tubo (inglese: tube lemma) è uno strumento utile per dimostrare che il prodotto finito di  spazi compatti è compatto.

## Lemma del tubo
Prima di introdurre il lemma occorre la seguente terminologia:
- Se X e Y sono spazi topologici e X × Y è lo spazio prodotto, una fetta in X × Y è un qualunque insieme della forma {x} × Y con x ∈ X;

- Un tubo in X × Y è un elemento della base, K × Y, in X × Y contenente una fetta di X × Y.

Lemma del tubo: Siano X e Y spazi topologici con Y compatto, e si consideri lo spazio prodotto X × Y. Se N è un aperto contenente una fetta di X × Y, allora esiste un tubo in X × Y contenente tale fetta e a sua volta contenuto in N.
In termini di funzioni chiuse, ciò si può riformulare come segue: se X è uno spazio topologico e Y uno spazio compatto, allora la proiezione X × Y → X è chiusa.
Lemma del tubo generalizzato: Siano X e Y spazi topologici e si consideri lo spazio prodotto X × Y. Sia A un sottoinsieme compatto di X e B un sottoinsieme compatto di Y. Se N è un aperto contenente A × B, allora esistono un U, aperto in X, e un V, aperto in Y, tali che 
{\displaystyle A\times B\subset U\times V\subset N}.